# Meika-san wa Oshi Korosenai
Meika-san wa Oshi Korosenai (メイカさんは押しころせない?  lit. Meika-san no puede ocultar sus sentimientos) es una serie de manga japonés escrito e ilustrado por Shōki Satō. Se serializó por primera vez en la revista de manga shōnen Shūkan Shōnen Champion de Akita Shoten desde el 23 de enero de 2020 hasta el 24 de noviembre de 2022, y luego se transfirió a Manga Cross el 8 de diciembre de 2022. Hasta el momento la serie se ha recopilado en once volúmenes tankōbon.

## Publicación
Meika-san wa Oshi Korosenai es escrito e ilustrado por Shōki Satō. Comenzó a serializarce en la revista de manga shōnen Shūkan Shōnen Champion de Akita Shoten desde el 23 de enero de 2020, hasta el 24 de noviembre de 2022. La serie se transfirió a Manga Cross el 8 de diciembre de 2022. Akita Shoten recopila sus capítulos individuales en volúmenes tankōbon. El primer volumen se publicó el 8 de julio de 2020, y hasta el momento se han lanzado once volúmenes.
| Volúmenes de manga publicados | Volúmenes de manga publicados | Volúmenes de manga publicados |
| Número                        | Fecha de publicación          | ISBN                          |
| ----------------------------- | ----------------------------- | ----------------------------- |
| 1                             | 8 de julio de 2020            | ISBN 978-4-253-22941-8        |
| 2                             | 6 de noviembre de 2020        | ISBN 978-4-253-22942-5        |
| 3                             | 8 de marzo de 2021            | ISBN 978-4-253-22943-2        |
| 4                             | 8 de junio de 2021            | ISBN 978-4-253-22944-9        |
| 5                             | 6 de agosto de 2021           | ISBN 978-4-253-22945-6        |
| 6                             | 8 de noviembre de 2021        | ISBN 978-4-253-22946-3        |
| 7                             | 8 de febrero de 2022          | ISBN 978-4-253-22947-0        |
| 8                             | 6 de mayo de 2022             | ISBN 978-4-253-22948-7        |
| 9                             | 8 de septiembre de 2022       | ISBN 978-4-253-22949-4        |
| 10                            | 8 de septiembre de 2022       | ISBN 978-4-253-22950-0        |
| 11                            | 8 de marzo de 2023            | ISBN 978-4-253-29431-7        |